# Klaus Kleinfeld

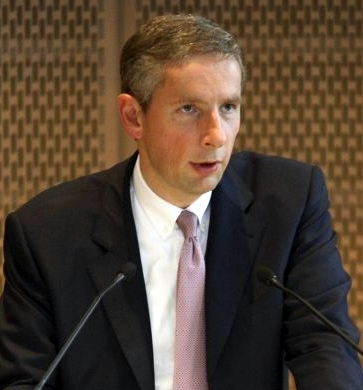
Klaus Kleinfeld

Klaus Kleinfeld (Bremen, 6 november 1957) is een Duitse manager en voorzitter van het bestuur van Siemens AG.
Klaus Kleinfeld studeerde bedrijfseconomie en de:Wirtschaftspädagogik aan de Georg-August-Universiteit in Göttingen en promoveerde in 1992 aan de Julius-Maximilians-Universiteit Würzburg tot Dr. rer. pol. 
1982 werd hij wetenschappelijk medewerker in een instituut voor empirisch-sociaalonderzoek in Neurenberg. In 1986 veranderde hij van betrekking en ging hij werken bij het bedrijf Ciba-Geigy in Basel. Sinds 1987 werkt Kleinfeld voor Siemens.
Sinds 27 januari 2005 is Kleinfeld voorzitter van het bestuur van Siemens AG. Hij is daarmee de elfde voorzitter in de geschiedenis van de onderneming.
Kleinfeld is getrouwd en vader van twee dochters.